# Oratorio dell'Immacolata Concezione (Parma)
L'oratorio dell'Immacolata Concezione è luogo di culto cattolico situato in strada Pietro Del Prato 4 a Parma, in provincia e diocesi di Parma; l'edificio sorge sul retro della chiesa di San Francesco del Prato.

## Storia
L'edificio fu eretto nel 1472 da Genesio del Frate per la Compagnia dell'Immacolata Concezione come cappella laterale della chiesa di San Francesco del Prato, sul lato sinistro, e fu riedificato a partire dal 1521 su disegno di Gian Francesco pichopietra, identificato in Gian Francesco Zaccagni o in Gian Francesco d'Agrate.
Con le soppressioni degli ordini religiosi, forse per la capacità di influenza della Compagnia di secolari che la custodivano, l'edificio venne isolato dalla grande chiesa francescana e probabilmente rimase aperta al culto ancora a lungo. Comunque fu sconsacrata nel 1913 e adibita a usi civili; venne riaperta nel 1958, in occasione del centenario delle apparizioni di Lourdes.
L'8 dicembre 1970 fu nuovamente affidata ai francescani conventuali, tornati a Parma dopo quasi due secoli.

## Descrizione

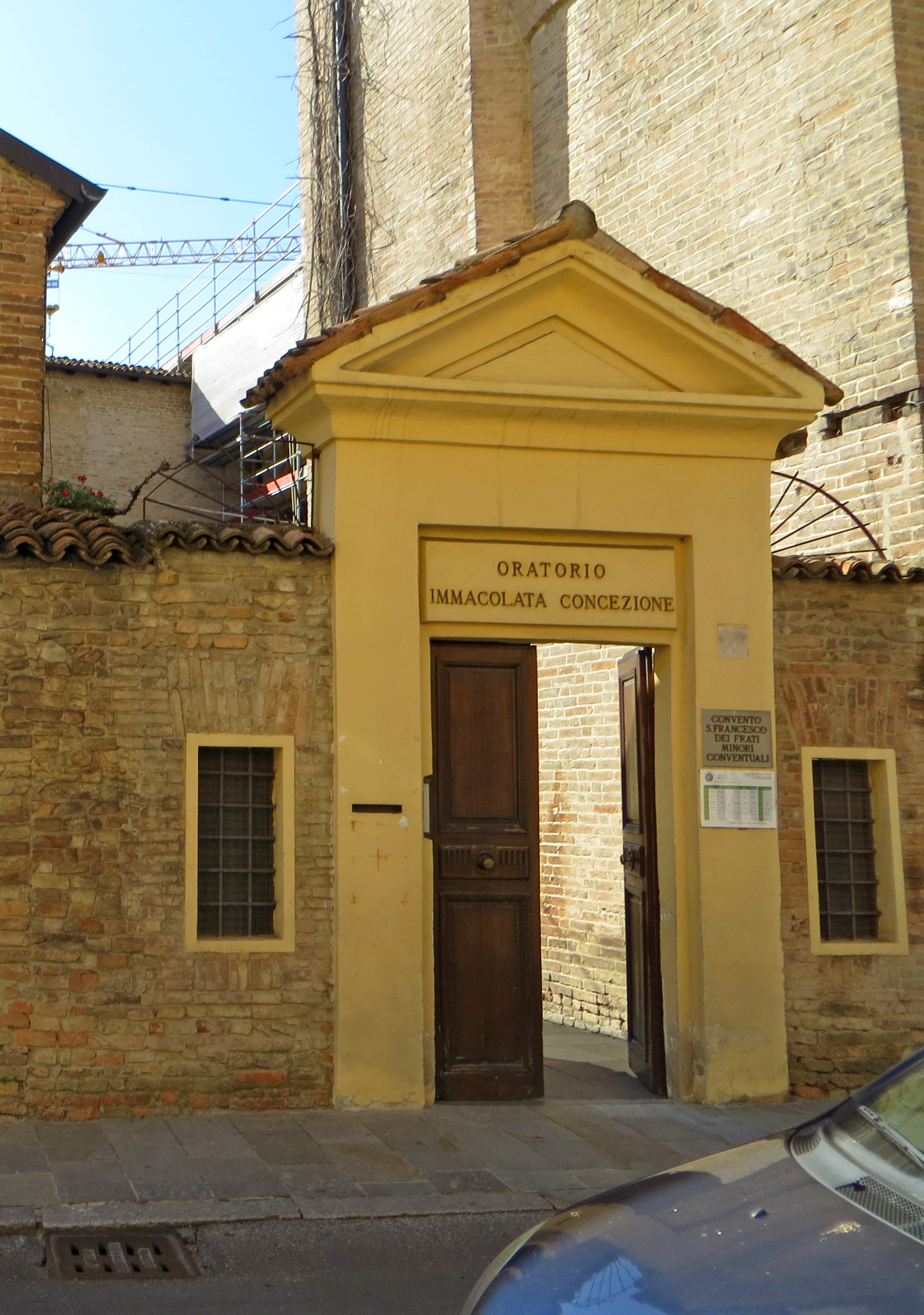
Portale d'ingresso

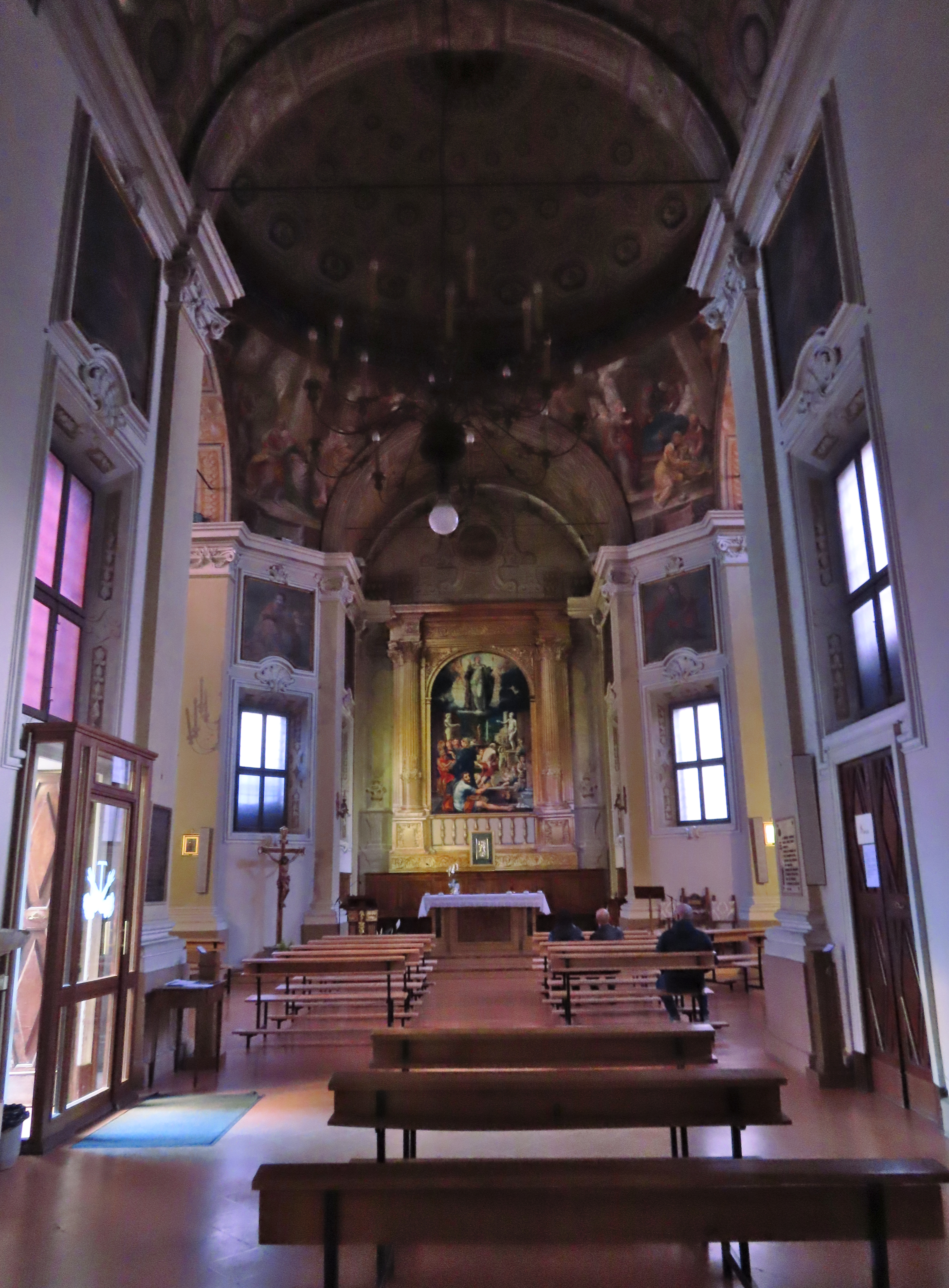
Navata

L'edificio sviluppa la sua pianta come un'armoniosa croce latina. La copertura interna è a botte, mentre la congiuntura è data da una cupola. A causa della riduzione ad uso carcerario del complesso conventuale e religioso di San Francesco del Prato, una parte della navatella venne demolita, riducendo l'edificio a croce greca. L'operazione venne compiuta per completare il percorso della ronda e consentire il passaggio continuativo della polizia penitenziaria attorno al complesso carcerario. In seguito la parte mancante venne poi ricostruita, ma lasciando vistosamente troncata la decorazione a fresco del soffitto.
Questi affreschi della volta erano stati realizzati tra il 1532 e il 1533 da Michelangelo Anselmi e Francesco Maria Rondani. La cupola e il tamburo sono ornati di rosoni, cherubini e putti. I pennacchi sono stati affrescati da Michelangelo Anselmi e recano le seguenti scene: la Natività di Maria; l'Incontro tra Anna e Gioacchino alla porta aurea di Gerusalemme; Sant'Anselmo salva sant'Elfino da un naufragio; La Vergine ordina a sant'Ildefonso di introdurre la festa dell'Immacolata.
La decorazione a stucco dell'interno fu realizzata da Antonio Borra nel 1718. Dello stesso periodo è la serie di dodici tele alle pareti, realizzata da Clemente Ruta tra il 1718 e il 1721.
La pala d'altare, incorniciata da un'imponente ancona di legno dorato, venne realizzata per la cappella da Girolamo Bedoli. Rappresenta l'Immacolata Concezione di Maria, inserita in un complesso apparato allegorico e narrativo. Requisita dalle truppe napoleoniche, fu portata a Parigi. Dopo l'assegnazione a Maria Luigia del Ducato di Parma la pala fece ritorno in città: oggi è collocata in Galleria nazionale. In Oratorio venne sostituita da una copia ottocentesca di dimensioni ridotte e fattura mediocre, che in anni recenti è stata ricollocata in una parete laterale per lasciare spazio a una copia fotografica dell'originale, rispettosa delle dimensioni e proporzioni autentiche.